# Chang Jian
Chang Jian (常建), né en 708 et mort en 765, est un poète de la dynastie Tang.

## Biographie
Il obtient le titre de docteur pendant la période Gai-yuan. Il étudie la doctrine de Laozi avant de s'isoler pour se consacrer à la poésie et à la voie du Tao.